# Songjuk-dong
Songjuk-dong (koreanska: 송죽동) är en stadsdel i staden Suwon i provinsen Gyeonggi i den nordvästra delen av Sydkorea, 29 km söder om huvudstaden Seoul.  Den ligger i stadsdistriktet Jangan-gu.